# (6826) Lavoisier
(6826) Lavoisier ist ein Asteroid des Hauptgürtels, der am 26. September 1989 vom belgischen Astronomen Eric Walter Elst am La-Silla-Observatorium der Europäischen Südsternwarte (IAU-Code 809) entdeckt wurde.
Der Asteroid wurde nach dem französischen Chemiker und Naturwissenschaftler, Rechtsanwalt, Hauptzollpächter, Ökonom und Leiter der französischen Pulververwaltung Antoine Laurent de Lavoisier (1743–1794) benannt, die Rolle des Sauerstoffs bei der Verbrennung sowie beim Oxidationsprozess bei der Atmung erkannte und damit die damals vorherrschende Phlogistontheorie widerlegte.
Der Himmelskörper ist Mitglied der Koronis-Familie, einer Gruppe von Asteroiden, die nach (158) Koronis benannt ist.